# Vlkodlak (opera)
Vlkodlak (ve francouzském originále Le Loup-garou) je komická opera (opéra comique) o jednom dějství francouzské skladatelky Louisy(-Angélique) Bertinové. Libreto k ní napsali Eugène Scribe a Édouard-Joseph Mazères. Premiéra opery se konala 10. března 1827 v pařížském divadle Théâtre de l'Opéra-Comique (v budově Théâtre Feydeau).

## Vznik, historie a charakteristika
Louise-Angélique Bertinová patřila do jedné z nejvlivnějších francouzských rodin 1. poloviny 19. století. Byla dcerou Louise-Françoise Bertina (1766–1841), zvaného Bertin starší. Ten byl majitel a šéfredaktor jedněch z nejvlivnějších francouzských novin své doby, Journal des débats. Jeho bratr zvaný Bertin de Vaux byl bankéř a vlivný politik. Bertinové zprvu podporovali Restauraci, pak se ale postupně dostali do opozice proti konzervativní politice Karla X. a poté se stali jedněmi z nejvýznamnějších podporovatelů Červencové monarchie, za níž získali mnozí členové rodiny, včetně Louisiných bratrů, významné veřejné úřady.

Louisa Bertinová samotná byla handicapovaná, zřejmě po prodělání dětské obrny, ale projevovala od dětství nadání pro výtvarná umění i pro hudbu. Díky tomu, že Bertin starší byl velkým milovníkem umění a shromažďoval kolem sebe řadu umělců všech oborů, mohla Bertinová získat potřebné vzdělání – v oboru hudby zejména u Antonín Rejchy a Françoise-Josepha Fétise. Na druhé straně však přináležitost k rodině, která byla vysoce angažovaná nejen politicky, ale prostřednictvím tisku i v různých kulturních debatách a bojích, značně zkreslovala přijetí jejích děl obecenstvem i kritikou. Louisa Bertinová uvedla ve 20. a 30. letech 19. století několik hudebně-dramatických děl: nejprve soukromě provedenou opéru comique Guy Mannering (1825) podle stejnojmenného románu Waltera Scotta, poté právě Vlkodlaka (1827), následně Fausta podle Goetha roku 1831 v Théâtre-Italien a nakonec Esmeraldu na libreto Victora Huga v Opeře (1836). Všechna tato díla se stala obětí boje uměleckých a politických frakcí a Louise Bertinová se pak do své smrti roku 1877 věnovala jiným oborům. Nicméně právě chvála, kterou pozvaní hosté zahrnuli první z nich, Guye Manneringa, přivedla mladou Bertinovou k prvnímu veřejnému pokusu o operu.

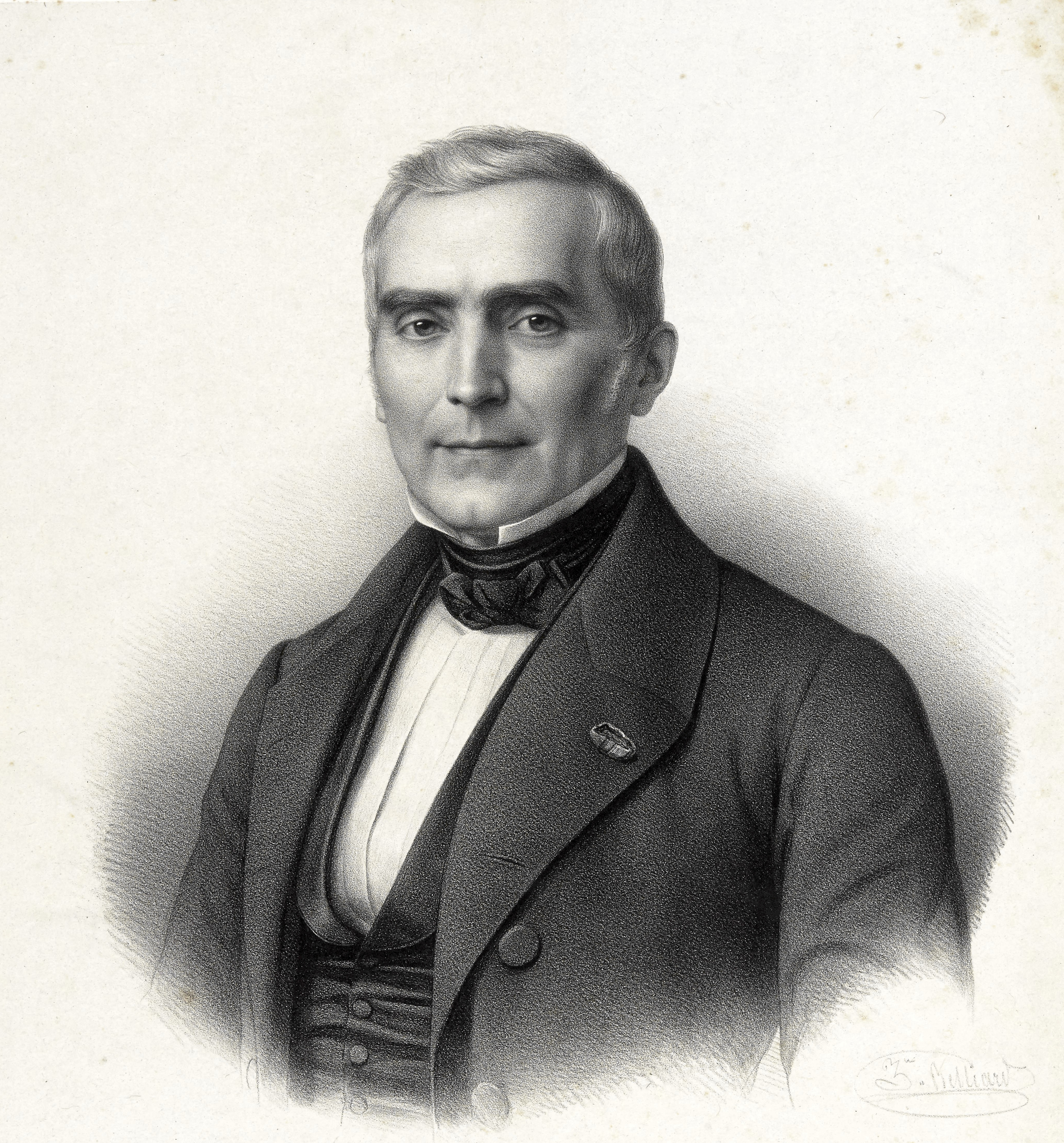
Eugène Scribe, libretista Vlkodlaka

Libreto k Vlkodlakovi napsal v té době nejžádanější a nejplodnější libretista (Augustin-)Eugène Scribe (1791–1861), jehož spolupracovníkem byl v tomto případě Édouard-Joseph-Ennemond Mazères (1796–1866). Libreto je co do děje dosti konvenční a nepříliš dobře zpracované, jako mnoho jiných podobných děl této doby se odehrává na venkově, v renesanční, a zápletka je okořeněna lidovou pověstí o nadpřirozené bytosti, kterou představuje komická postava v baladě – podobně jako v Meyerbeerově Robertu ďáblovi, Boieldieuově Bílé paní nebo třeba Zlém oku Loïsy Pugetové z roku 1836, což byla příští opera zkomponovaná ženou, kterou Opéra-Comique uvedla. Jako v Bílé paní a Zlém oku – a jak odpovídalo dobovým konvencím opéry comique – ukáže se údajně nadpřirozený jev rozumově vysvětlitelným omylem a ti, kdo věří pověře, jsou zesměšněni. Slabiny zápletky byly zčásti vyrovnány kresbou charakterů a humorem dialogů.
Pokud jde o hudbu, moderní muzikolog Matéo Crémades hovoří o poměrně jednoduché struktuře. „Harmonický jazyk je málo vyvinutý a nevzdaluje se příliš od základních stupňů stupnice, tonální plán díla je soudržný i přes některé odvážné modulace do vzdálených tónin. Po stylistické stránce si lze všimnout v některých číslech vliv italské hudby, zejména používání pevných forem,“ jako tzv. solita forma del duetto nebo model rossiniovské předehry.
První představení Vlkodlaka bylo příležitostí ke scénám, které se v Opéra-Comique hned tak neviděly. Fétis v recenzi pro Revue musicale popisoval: „Bohužel zjevné nepřátelství části diváků způsobilo takové bruhaha od počátku prvního představení, že nebylo vůbec možné poslouchat toto dílo v klidu, a tento povyk mířil na slova i hudba tak bez rozdílu, že nebylo možné rozpoznat, co zasluhovalo chválu a co hanu. Sál vypadal jako aréna, ve které se zdá se bojovalo o něco zcela jiného než o vlastnosti dané hry nebo hudby.“ Deník Le Constitutionnel odhadl negativní frakci na asi stovku lidí a konstatoval na základě toho – s politováním – že dílo propadlo. Deník Le Figaro – Bertinům nepřátelský – bral obecenstvo v ochranu a ironicky podotknul, že „Opéra-Comique prostě bestie nerada“. Le Constitutionnel doufal, že při reprízách obecenstvo zvrátí nepříznivý dojem z premiéry – což se i stalo, s přispěním potřebných úprav a škrtů. Fétis referuje, že již druhý den sklidil Vlkodlak „svorný potlesk nestranného obecenstva“. Tato drobná opera se hrála do následujícího roku, dosáhla v Opéra-Comique solidního počtu čtyřiadvaceti repríz – čímž byla v tomto divadle nejúspěšnější premiérou roku – a převzala ji i některá provinční divadla, což mohlo být pro Bertinovou povzbuzením.
Hodnocení textu i hudby v tisku probíhalo spíše po stranických liniích, i když s různými akcenty. Bertinův Journal des débats se libreta příliš silně nezastával, ale připomínal, že divákům přišel text velmi zábavný; recenzentovi Le Constitutionnel se dílko zdálo pikantní, příjemné, duchaplné; zato Le Figaro ho kaceřoval jako „absurditu“ a „pitomost“. I k hudbě se Journal des débats skladatelčina otce vyjadřoval obezřetně, nevyslovoval vlastní názor a jen tvrdil, že „[d]iváci zdá se nalézali v této hudbě půvab, svěžest a hlavně mnoho původnosti, což je vlastnost dnes v hudbě dosti vzácná.“ Le Constitutionnel mínil, že „melodie sice nepoukazují na skladatele zkušeného a zručného ve svém uměni, ale ve většině se zdají půvabné a lehké; jejich motivy jsou šťastné a mnoho diváků je poslouchalo ještě raději z toho důvodu, že byly výtečně zpívány, zejména Cholletem.“ Le Figaro nejprve neutrálně referoval, že „[h]udba není příliš silná v orchestraci, ale nechybí jí půvab ani lehkost,“ při repríze však už tvrdil, že „tato partitura je slabá a bezbarvá,“ a jeho předpověď zněla: „Souhrnně na dámu – což budiž řečeno bez urážky tohoto pohlaví, ví se, že muži mají mnohem více možností přístupu ke vzdělání – je to dobré dílo; ale obecenstvo, které tento aspekt nezajímá, Vlkodlakovi velkou přízeň nedá.“
Důkladněji se hudbě věnoval ve své recenzi Fétis, přičemž nejprve upozornil na svou spřízněnost se skladatelkou. Hlavní kvalitou hudby podle něj je „ nezávislost přístupu, která zprvu připadá spíše cizí než svůdná; ale pod těmito nezvyklými formami, pod touto zvláště připojenou harmonií, pod tímto doprovodem obsahujícím špetku bizarnosti brzy nalezneme sílu, která zdá se nenáleží k pohlaví autora, originální myšlenky, zvláštní, živý a hluboký způsob vcítění; je to něco, co se nepodobá ničemu, co se dělalo dosud, a to je co říci.“ Shledával, že zpěvní melodie jsou často melancholické – více, než by člověk v komické opeře očekával – a ž skladatelka prokázala spíše sklon k vypjatě dramatickým věcem než ke komice. Za nepovedené označil předehru a finále. „Zkrátka, toto dílo přináší hodně naděje, protože obsahuje originalitu, velmi vzácnou věc; ale autor potřebuje hodně pracovat…“
Už ve Vlkodlakovi se tedy projevilo, co o kompozicích Bertinové napsal později skladatel a hudební historik Eugène Sauzay: „Nadána sama vysokou inteligencí a smyslem pro poezii, slečna Bertinová při skládaní mnohem méně sledovala pravidla než poslouchala vlastního tvůrčího ducha. Její díla byly plody její představivosti. Pudově, bez napodobování kohokoli, směřovala k cíli vlastními prostředky. Ale to, co tvořilo její originalitu, příliš často zabránilo znejistěnému posluchači v tom, aby ocenil veškeré její kouzlo a veškerou její moc.“

## Osoby a první obsazení
| osoba                              | hlasový obor                   | premiéra (10. března 1827)                 |
| ---------------------------------- | ------------------------------ | ------------------------------------------ |
| Hrabě Albéric                      | baryton-tenor (baryton-martin) | Jean-Baptiste Chollet                      |
| Raimbaud                           | bas                            | Valère                                     |
| Bertrand                           | baryton                        | Augustin (vl. jm. Louis-Hercule) Vizentini |
| Alice                              | soprán                         | Geneviève-Aimé-Zoé Prévost                 |
| Catharine                          | mezzosoprán                    | Marie-Julie Boulanger (vl. jm. Hallinger)  |
| Arkebuzíři, venkované a venkovanky |                                |                                            |

## Děj opery
(Odehrává se na vsi poblíž Vézelay v Burgundsku; světnice v Raimbaudově domě)

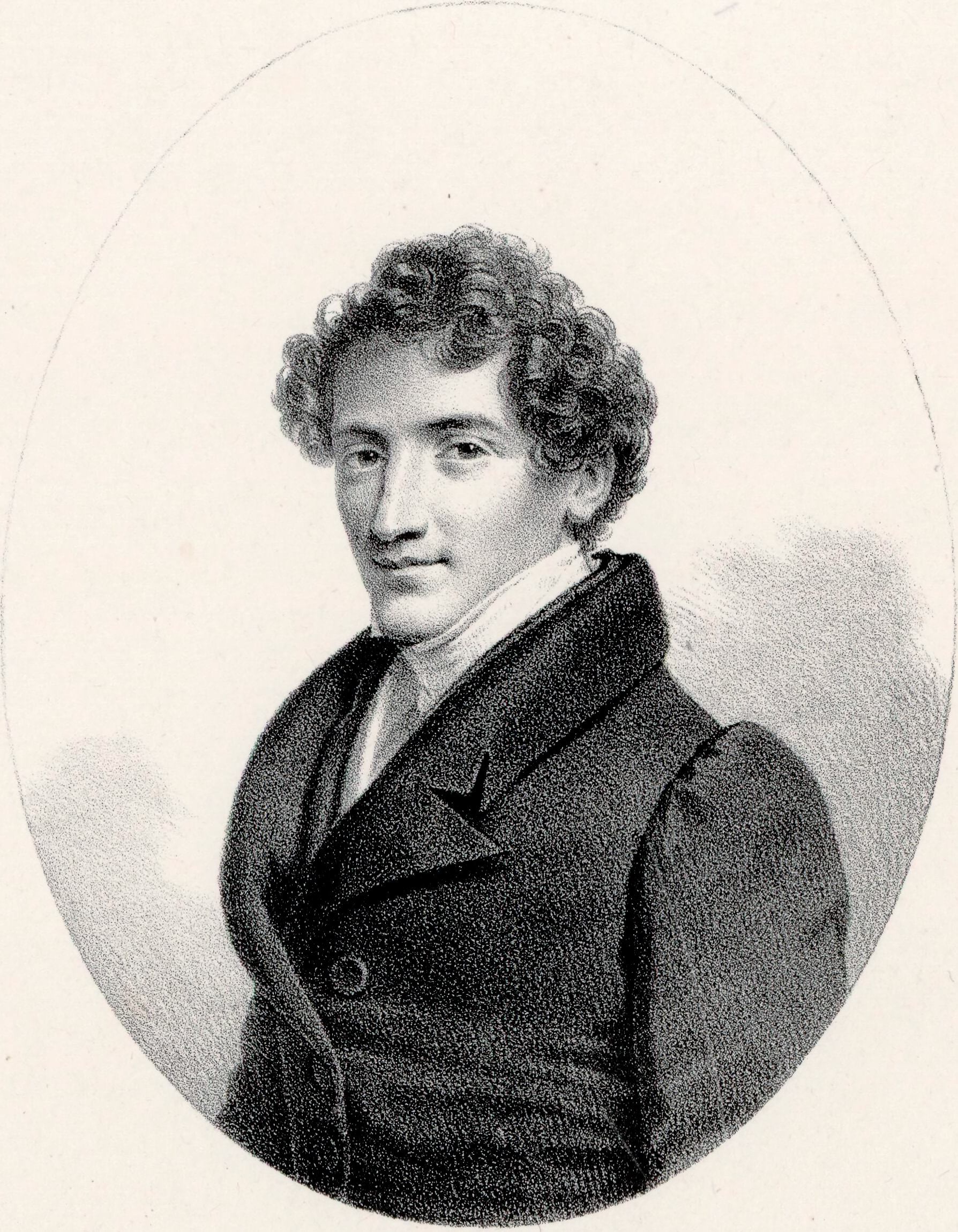
Jean-Baptiste Chollet vynikl jako hrabě Albéric ve Vlkodlakovi

Starý Raimbaud je vysloužilý voják a důvěrník zesnulého pána zdejší vesnice, hraběte Albérica. Nyní je zámek osiřelý, jelikož mladého hraběte Albérica vykázal burgundský vévoda ze země pro nezřízený život. Raimbaud vychoval dvě siroty, svou schovanku Catherine a kmotřenku Alice. Právě se chystá svatba Alice se sokolníkem Bertrandem, místní děvčata strojí nevěstu. Do místnosti vtrhne Catherine s arkebuzíry a se zprávou, že se opět objevil vlk, který sužuje zdejší okolí, a že na jeho hlavu vypsali vézelayští konšelé cenu 200 carolů. Muži se za povzbuzování svých děvčat vydávají na lov; s nimi i Bertrand, zručný arkebuzír, který věří své zdatnosti a ví o vlku více než ostatní (č. 1 introdukce Reçois, jeune fiancée… Quelle rumeur! quel bruit dans le vilage… Courez! le sort prospère).
Na místě zůstanou Alice a Catherine. Alice se přítelkyni svěřuje, že se vdává nerada, protože se zamilovala do jiného. Před dvěma měsíci ji v lese zachránil před utonutím mladý muž jménem Hubert, žijící stranou od vesnice. Pak se s ním denně scházela, ale jednoho dne čekala marně (č. 2 romance Le soleil dans la plaine), proto kývla na chystanou svatbu s Bertrandem. Na Bertranda, nejbohatší partii v okolí, si myslela i Catherine, jež je po matce urozeného původu. Proto Alici radí, aby Bertrandovi přiznala, že ho nemiluje, a ze svatby sejde. – Raimbaud a Bertrand se vracejí a sokolník vypráví, že vlka nechytili – ostatně není divu, protože to není obyčejné zvíře, ale vlkodlak, který se objeví až v noci. Bertrand má s vlkodlaky zkušenosti – několik jich měl v rodině – a tohoto hodlá také zneškodnit.
Bertrand drží i na jiné pověry, a když zjistí, že je k zásnubní večeři pozváno třináct hostí, ztropí z toho povyk; nakonec se Catherine nabídne, že vyhledá prvního lepšího dodatečného hosta. – Alice si vyžádá rozhovor se svým nastávajícím a svěří se mu, že její srdce patří jinému, jenže Bertrand je o jejích schůzkách podrobně zpraven. Navíc dívce přesvědčivě dokazuje, že její ctitel je onen obávaný vlkodlak. Alice váhá, ale dostává strach.
Catherine přivádí hosta, jímž není nikdo jiný než „Hubert“. Alice i Bertrand jsou ohromeni a zděšeni, ale i Raimbaud návštěvníka zdá se zná a je jeho objevením nemile překvapen, protože ho považuje za neopatrné (č. 3 ansámbl Entrez, entrez, beau chevalier! ... O surprise extrême!). „Hubert“ se těší ze shledání s Alice a je překvapen o něco později, když se dozvídá o jejích vdavkách. Přede všemi upomíná Alice na jejich románek a sám žádá o její ruku, k čemuž mu je Raimbaud ochotně hotov udělit požehnání. (Bertrand se domnívá, že ze strachu před hněvem krvelačné bestie.) To vyhovuje i Catherine, která by si vzala uvolněného Bertranda. Ale Alice váhá a poté, co zváží potíže spojené s manželstvím s vlkodlakem, jeho nabídku překvapivě odmítá. Raimbaud je otřesen, „Hubert“ zuří nad Alicinou věrolomností a Catherine jí zazlívá změnu plánu (č. 4 ansámbl Qu'entend-je? … Sans avenir, sans espérance… Jamais! ah! quelle offence!). Jen Bertrand je spokojen a odvádí svou nevěstu.
Zhrzení Catherine a ještě rozlícenější „Hubert“ se dohodnou na pomstě a na vlastním sňatku. „Hubert“ je k tomu ostatně nucen okolnostmi, neboť je to ve skutečnosti mladý hrabě Albéric; to ale ví pouze Raimbaud. Albéric se vrátil z vyhnanství nepovoleně, proto se straní lidí, ale – jak VAlbéric po straně vysvětluje Raimbaudovi – vévoda je ochoten Albéricovo vykázání odvolat pod podmínkou, že mu na důkaz polepšených mravů nazítří představí svou zákonitou manželku. Catherine a Albéric se proto zasnubují, ač zjevně s menším nadšením, než by se slušelo (č. 5 duet-kuplet Dame de ma pensée). Albéric si dává s Catherine a Raimbaudem schůzku v devět hodin večer v lese, kde se zdržuje, a odchází.
Odchází i Raimbaud, zmatený, ale potěšený tím, že si přece jen jedna z jeho svěřenek hraběte vezme. Vracející se Bertrand tedy nachází jen Catherine. Dvěřuje se jí, že se na svatbu s Alicí už tak moc netěšil, a tím méně teď, když se jí vystavuje pomstě „Huberta“. Vyznává svou náklonnost Catherine, která je polichocena, ale nabídka přichází pozdě, právě se zasnoubila. Když Bertrand slyší s kým a dozví se o smluvené schůzce v kritickou devátou hodinu, kdy vlkodlaci mění formu, bere svou ručnici běží na místo se svými druhy: konečně budou moci zasáhnout a netvora zabít. To zaslechne i Alice a s Bertrandem potvrdí Catherine, že její čerstvý snoubenec je vlkodlak. Bertrand pílí pryč, ale Alice se obává o milencův život a ani Catherine si nepřeje mladíkovu smrt, proto ho běží varovat a Bertrandovu léčku zmařit; na druhé straně se ráda vzdává „Hubertova“ zásnubního prstenu v Alicin prospěch.
Alice trne strachem o „Huberta“; ten se ale objeví u ní. Alice se děsí – devátá právě odbíjí – ale je ochotna i za cenu vlastního života ochránit „vlkodlaka“ tím, že ho zamkne v této místnosti a nepustí do lesa. Albéric nyní chápe, proč ho Alice odmítla, a je dojat tím, jak ho miluje i nad svůj život (a to ani neví, že je šlechtic!). Proto ji přesvědčí, že ho její věrná láska zbavila prokletí. Milenci si tak mohou bez obav spočinout v náručí (č. 6 duet Hélas! hélas! n'approchez pas! … Oui, dans mon sort funeste… Mon amour, je le vois).
Celá ves se vrací s nadšením: Bertrand zabil vlka a přináší jeho hlavu, je však překvapen, když nachází Albérica živého. Ten shazuje inkognito, a protože se jeho prstenem nyní může prokázat Alice místo Catherine, mohou zásnuby pokračovat. Catherine se chtíc nechtíc spokojí s Bertrandem a lidé provolávající brzkým manželům slávu (č. 7 finále Victoire! Victoire! … Fêtons leur hyménée!).

## Instrumentace
Dvě flétny, dva hoboje, dva klarinety, dva fagoty; dva lesní rohy, dvě trubky; bicí souprava; smyčcové nástroje (housle, violy, violoncella, kontrabasy).